# Сесіль Клайн
Сесіль Клайн (англ. Cecile Klein; 15 червня 1907 — 13 січня 2022) — канадська довгожителька, вік якої підтверджений Групою геронтологічних досліджень (GRG) та Групою LongeviQuest (LQ). На момент смерті вона була найстарішою підтвердженою живою людиною в Канаді, а також вона є 4-ю найстарішою людиною в Канаді. З 15 грудня 2021 року по 25 грудня 2023 року Сесіль Кляйн входила до 100 найстаріших верифікованих людей у світі. Її вік на час смерті становив 114 років, 212 днів.

## Біографія
Сесіль Клайн народилася в Монреалі, Квебек, Канада, 15 червня 1907 року у сім'ї євреїв польського походження Луї Ефроса.
Клайн почала працювати в адвокатській конторі, а потім в одній із перших форм відділу кадрів у RCA Victor. Під час Великої депресії Кляйн вдалося знайти своїм дядькам посаду у RCA Victor.
Пізніше Клайн переїхала у Вестмаунт, Квебек, де 5 червня 1932 року побралася з уродженцем Ізраїля Ервіном Клайном (1905—1999). У пари було троє дітей: Гаррієт, Арнольд і Луїза. У Клайн була бабуся, яка дожила до 103 років, вона була ще жива, коли Клайн одружилася.
Клайн жила власному будинку, поки не впала в 2017 році і згодом переїхала до будинку для літніх людей у Кот-Сен-Люк.
Після падіння, внаслідок якого у віці 110 років було пошкоджено таз, Клайн стала менш активною та більше не змогла ходити.
У віці 111 років Кляйн ще могла читати газету без окулярів.
Вона отримала свою першу дозу вакцини від Covid-19 у грудні 2020 року, що зробило її однією з найстаріших відомих людей, які отримали вакцину.
Сесіль Клайн померла в Кот-Сен-Люк, Квебек, Канада, 13 січня 2022 року у віці 114 років та 212 днів.

## Рекорди довгожителя
- 15 грудня 2021 Сесіль Кляйн увійшла до сотні найстаріших верифікованих людей у світі.
- Сесіль Кляйн є 4-ю найстарішою за віком людиною в Канаді.